# Marie I av Saint-Pol och Soissons
Marie I av Saint-Pol och Soissons, död 1547, var en fransk vasall. Hon var regerande grevinna av Saint-Pol and Soissons mellan 1481 och 1547. Hon var även regent i grevedömet Vendôme som ställföreträdare för sin son Karl IV av Bourbon från 1495.